# William Kinnimond Burton

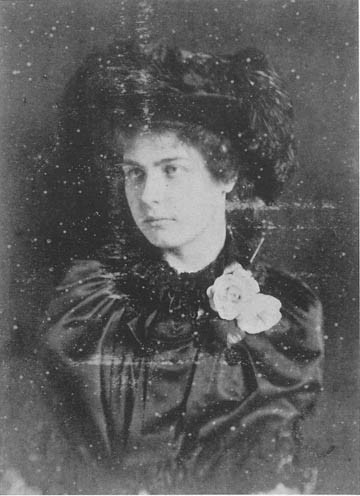
William Kinnimond Burton: Irská spisovatelka Constance Lloyd, 1882

William Kinnimond Burton (11. května 1856 Edinburgh, Skotsko – 5. srpna 1899 Tokio, Japonsko) byl britský inženýr, fotograf a spisovatel fotografických děl, který žil většinu své kariéry v období Meidži v Japonsku. Ve své adoptivní zemi je připomínán za svou práci na návrhu prvního mrakodrapu v zemi a systémů na úpravu čisté vody v 19. století.

## Životopis

### Mládí
Burton se narodil v Edinburghu Johnu Hill Burtonovi, právníkovi a amatérskému historikovi, který napsal dvě knihy o ekonomii, kterým se v Japonsku dostalo pozornosti. Jeho matkou byla Katherine, dcera Dr. Cosmo Innese, jednoho z předních skotských amatérských fotografů. Byl také přítelem z mládí sira Arthura Conana Doyla, který se na něj obrátil s žádostí o základní informace pro The Engineer's Thumb. Doyl svůj román z roku 1890 The Firm of Girdlestone věnoval Williamu Burtonovi. Když Conan Doyle studoval v Edinburghu, byl ubytovaný u Burtonovy tety Mary.
Burton studoval na Edinburgh Collegiate School, ale místo toho, aby šel na univerzitu, přihlásil se od roku 1873 na pětiletý učební obor u inovativních hydraulických a mechanických inženýrů Brown Brothers & Co. Ltd v železárnách Rosebank Ironworks v Edinburghu. Když se stal hlavním návrhářem, opustil v roce 1879 firmu, aby vstoupil do partnerství se svým strýcem Cosmem Innesem v Londýně, který navrhoval vodní systémy. V roce 1881 se stal rezidentním inženýrem London Sanitary Protection Association.

### Kariéra v Japonsku

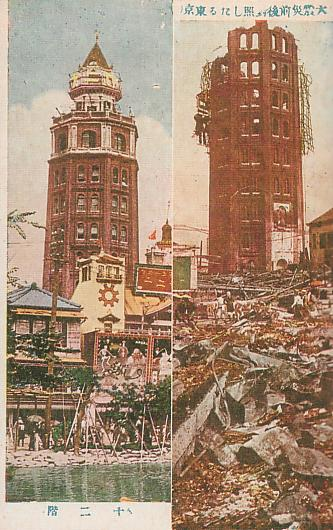
Mrakodrap Rjóunkaku před zemětřesením a po něm

V květnu 1887 byl vládou Meidži vyzván, aby nastoupil na místo prvního neoficiálního profesora sanitárního inženýrství na Tokijské císařské univerzitě (přednášet jako inženýr), a to v době, kdy se země potýkala s několika závažnými epidemiemi, zejména s cholerou. Jeho jmenování bylo neobvyklé také v tom, že Burton byl převážně samouk a nedisponoval s působivými vzdělávacími nebo profesními pověřeními, která měla mnoho jeho současníků. Není známo, kdo Burtona japonské vládě doporučil nebo co ho inspirovalo k tomu, aby opustil slibnou kariéru v Londýně kvůli tomu, co vypadalo jako dočasný úkol v Japonsku. Ještě v Londýně se setkal s Nagaiem Kyuičirem, důstojníkem sanitárního oddělení japonského ministerstva vnitra a Tokijské císařské univerzity. Byl to Nagai, kdo ho do Japonska pozval.
Burton devět let pomáhal školit řadu prominentních inženýrů vodních systémů a stal se jediným konzultantem pro sanitární oddělení ministerstva vnitra, plánování a správu vodovodních a kanalizačních systémů mnoha měst, včetně Tokia. Jeho úspěchy jsou považovány za výchozí bod japonského environmentálního a sanitárního inženýrství. Systém pískové filtrace, který postavil ve městě Šimonoseki, prefektuře Jamaguči, je dodnes funkční a produkuje vodu tak čistou, že je plněna do lahví s Burtonovým portrétem na štítku.
Burton také navrhl první japonský mrakodrap Rjóunkaku v tokijské Asakuse. Tato dvanáctipatrová budova o výšce 68,58 metru byla v době svého otevření v roce 1890 nejvyšší budovou v Tokiu. Tato osmiboká budova získala ikonický status symbolu moderního Japonska a chlubila se prvním japonským elektrickým výtahem. U příležitosti oslav otevření mrakodrapu Rjóunkaku, které se stalo tokijským zábavním centrem, pořídil Kazumasa Ogawa 100 snímků nejatraktivnějších tokijských gejš. V červenci roku 1891 pak uspořádal výstavu 100 albuminových portrétů gejš u příležitosti otevření Rjóunkaku a návštěvníci na výstavě hlasovali o nejoblíbenější gejšu. Roku 1923 však byla budova neopravitelně poškozena při velkém zemětřesení.
Burton byl známým fotografem a významně přispěl k japonské fotografické historii. Publikoval několik technických prací o fotografii a přispěl k propagaci japonské kultury na Západ zasíláním vlastních fotografií do různých londýnských časopisů. Učinil také mnoho pro propagaci děl začínajících japonských fotografů v Británii. Burton spolupracoval se seismologem Johnem Milnem na psaní a společném fotografování knihy, která zaznamenala katastrofické zemětřesení z roku 1891. Kniha ilustrovala nepříjemnou situaci Japonců a dopad zemětřesení na jejich prostředí, a to na dramatických snímcích, které vytiskl Kazumasa Ogawa.
Kromě fotografování zemětřesení Mino – Owari v roce 1891 fotografoval Burton také japonské kostýmy a zvyky, Hakone, horu Fudži a scény z každodenního života. Byl blízkým přítelem japonského fotografa a specialisty na světlotisk Kazumase Ogawy. Společně s Ogawou byl Burton zakládajícím členem Japonské fotografické společnosti, první japonské organizace pro amatérské fotografy. Mezi další jeho studenty fotografie patřil Kadžima Seibei, který díky němu dovezl z Británie potřebné technické vybavení svého fotografického ateliéru.
V roce 1896, poté, co mu skončilo funkční období na Tokijské císařské univerzitě, odešel Burton jako inženýr do japonské Formosy, kde pod vedením japonského generálního guvernéra Tchaj-wanu významně přispěl ke zlepšení sanitačních systémů v tchajwanských městech. Poté se vrátil do Japonska v roce 1899.
Burton žil společně s Japonkou Orakawou Matsu od roku 1892. Dne 19. května 1894 se s ní oženil při obřadu na britském konzulátu v Tokiu. Dceru Tamako měl Burton s jinou ženou.
Burton měl v úmyslu vrátit se s rodinou do Skotska za svou matkou, ale náhle onemocněl infekcí jater a zemřel 5. srpna 1899 ve věku 43 let.

## Ceny a ocenění

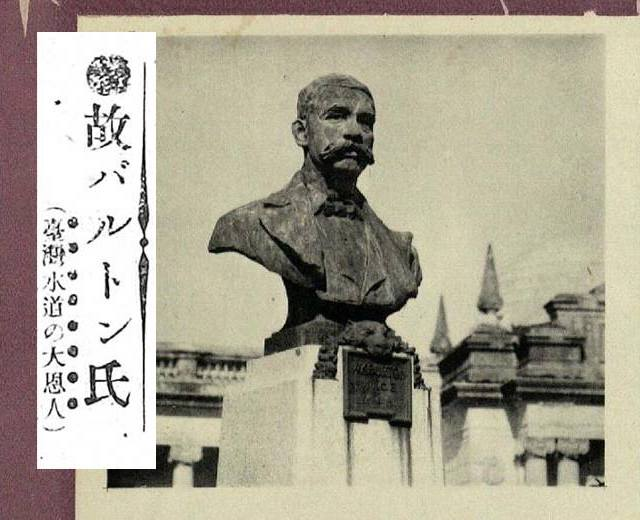
Busta Williama Burtona postavená u zdroje pitné vody v Tchaj-peji na Tchaj-wanu (nedochovala se)

Jeho hrob na hřbitově Aojama v Tokiu je osazen působivým pomníkem, který postavili jeho přátelé a bývalí žáci.
V roce 2006 byl na počest 150. výročí jeho narození také postaven památník v jeho domovském městě Edinburghu. Památník byl zasvěcen rodině Burtonů a nyní je součástí kampusu Craighouse na univerzitě v Edinburghu Napier.
V roce 2018 byl uveden do síně slávy Scottish Engineering Hall of Fame.

## Vybraná díla
- The ABC of Modern Photography (ABC moderní fotografie), 1884
- Modern Photography (Moderní fotografie), 1887
- The Process of Pure Photography (Proces čisté fotografie), 1889
- The Great Earthquake of Japan (Velké zemětřesení v Japonsku), 1891, text: John Milne
- The Volcanos of Japan (Japonské sopky), 1892, text: John Milne
- Practical Guide to Photography (Praktický průvodce fotografií), 1892
- Outdoor Life in Japan (Venkovní život v Japonsku), 1893, text: J. Murdoch
- Wrestlers and Wrestling in Japan (Zápasníci a zápas v Japonsku), 1895, text: J. Inoue

## Galerie
- Practical Guide to Photography (Praktický průvodce fotografií), 1892

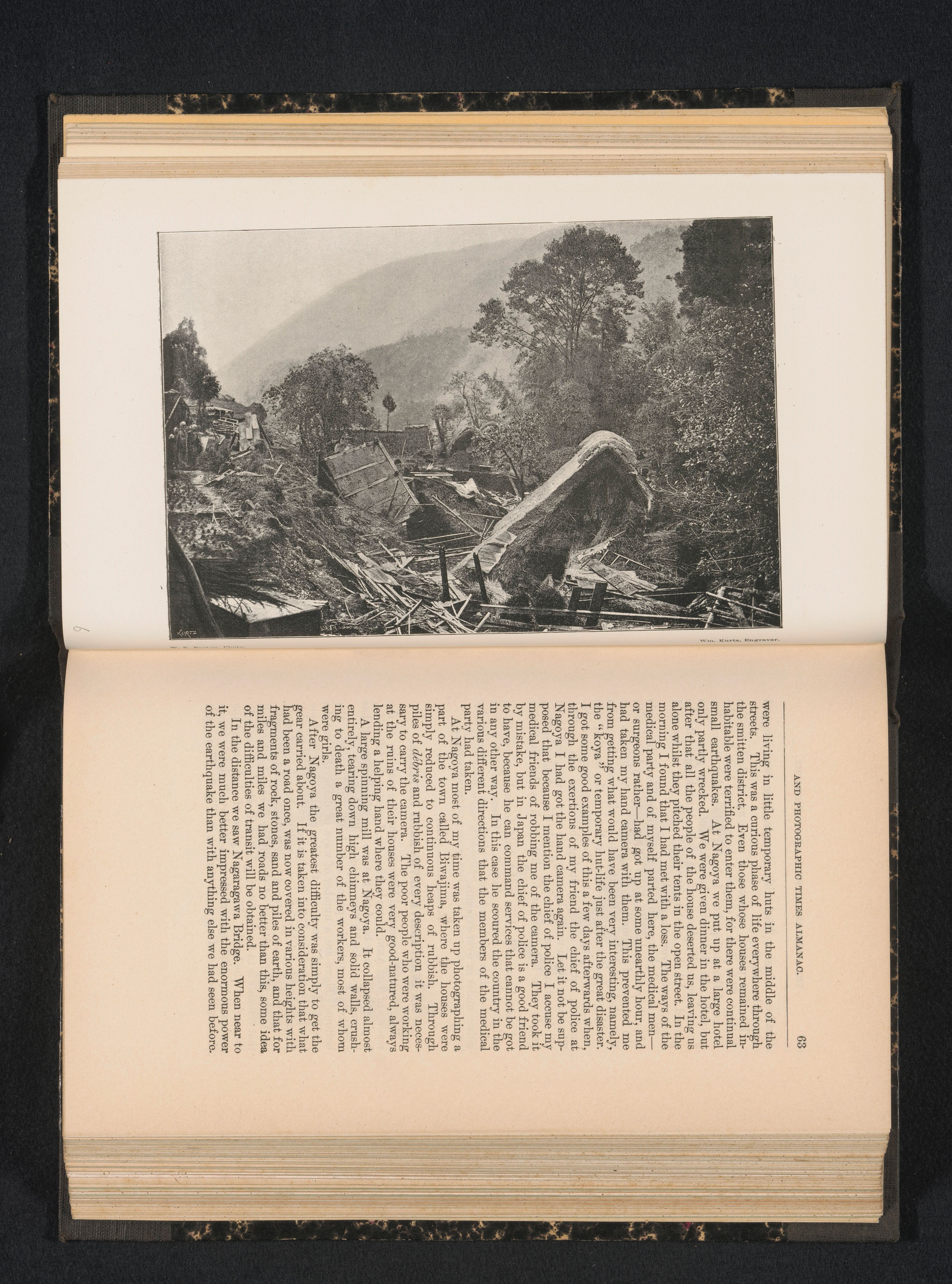
Pohled na zničenou vesnici po Velkém zemětřesení v Japonsku, 1887–1907
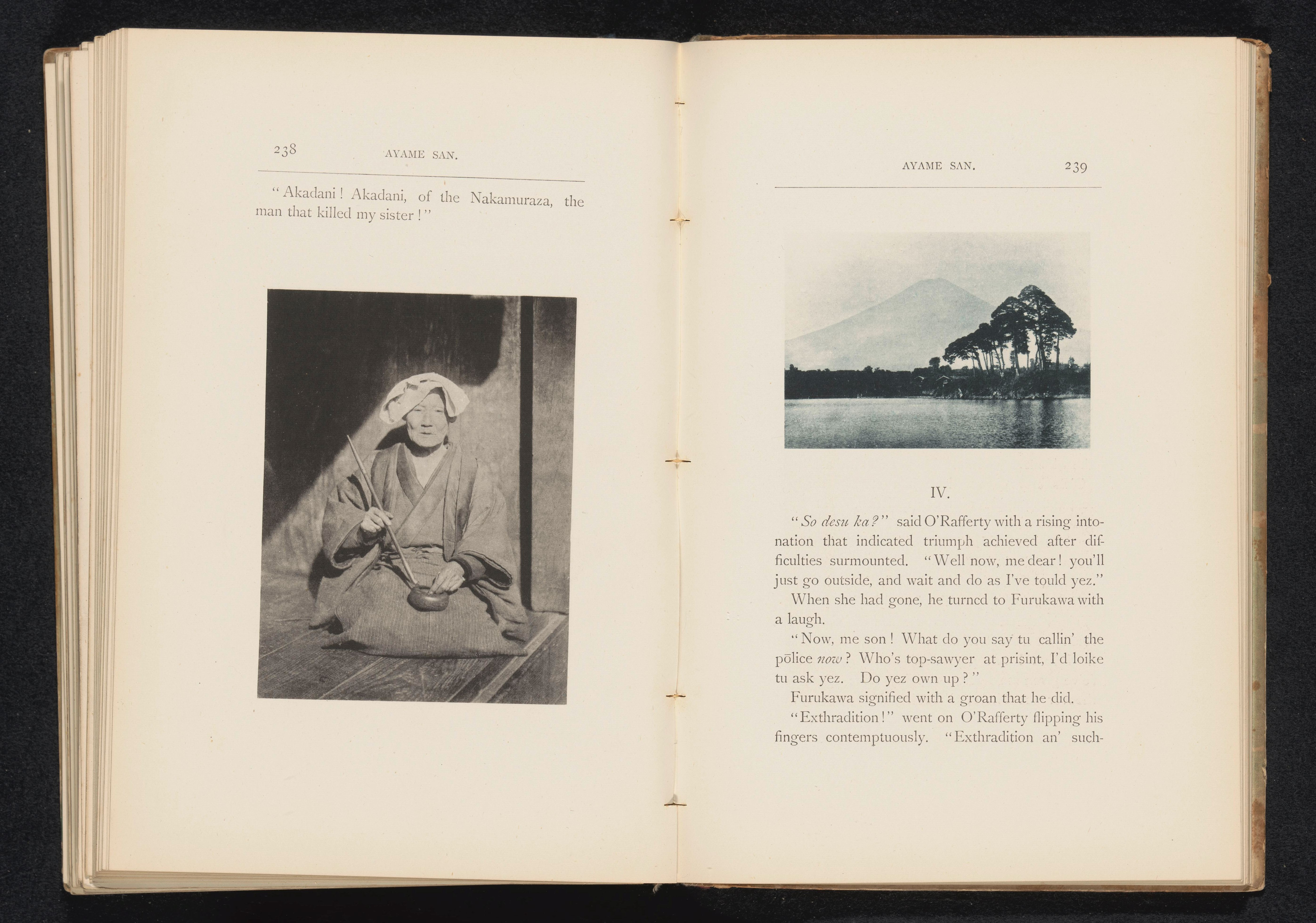
Sedící žena s dýmkou, 1882–1892
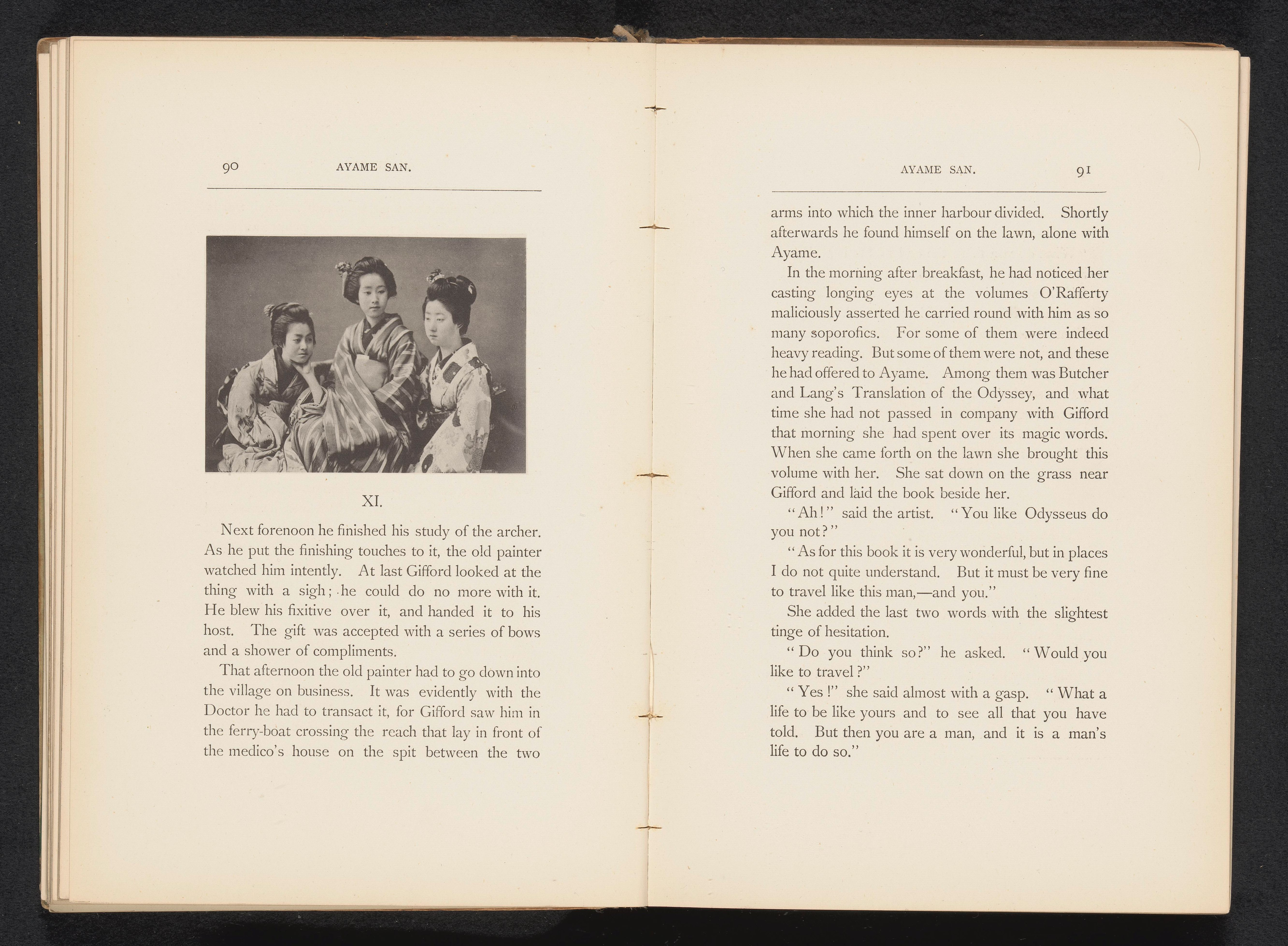
Tři ženy v kimonu, 1882–1892